# Gyöngyösmellék
Gyöngyösmellék (horvátul: Meljek, Mejek) község Baranya vármegyében, a Szigetvári járásban.

## Fekvése
A vármegye nyugati széle közelében fekszik, Szigetvár vonzáskörzetében, a város központjától légvonalban 10, közúton 13 kilométerre délnyugatra.
A szomszédos települések: észak felől Pettend, északkelet felől Kistamási és Molvány, kelet felől Várad, dél felől Kétújfalu, délnyugat felől pedig Szörény.

### Megközelítése
Közigazgatási területén áthalad a Szigetvárt Sellye térségével (Drávafokkal) összekötő 5808-as út, így ezen közelíthető meg mindhárom említett település felől. Központja vonatkozásában azonban zsáktelepülésnek tekinthető, mert oda csak az előbbi útból Kétújfalu északi részén leágazó 58 142-es számú mellékút vezet.
Közvetlenül a déli határszéle mellett húzódott a Középrigóc–Villány-vasútvonal, melynek legközelebbi megállási pontja Kétújfaluban volt, de 2007 óta nincs forgalom ezen a vonalon.

## Elnevezései
Horvátul Meljek (lakócsaiak használják) ill. Mejek (felsőszentmártoniak használják) a falu neve.

## Története
Gyöngyösmellék nevét 1536-ban említették először az oklevelek. A magyarok lakta falu a török időkben is folyamatosan lakott hely volt.
1760 tól délszláv lakosok érkeztek a településre, majd az 1800-as évek közepe után német családok is letelepedtek itt.
Az 1800-as években birtokosok voltak a faluban a gróf Andrássyak, valamint Kuchenek Henrik is.
Gyöngyösmellék körjegyzőségi hely volt. A településhez tartozott Szentmihályfapuszta is, ami később átkerült Kétújfaluhoz.
1912-ben Gyöngyösmelléknek 677 lakosa volt, a házak száma ekkor 109 volt.
Az 1900-as évek elején Somogy vármegye Szigetvári járásához tartozott.
Az 1950-es megyerendezéssel a korábban Somogy vármegyéhez tartozó települést a Szigetvári járás részeként Baranyához csatolták.

## Közélete

### Polgármesterei
| Polgármester | Polgármester  | Polgármester |  |
| ------------ | ------------- | ------------ |  |
| 1990–1994    | Tóth József   | független    |  |
| 1994–1998    | Tóth József   | független    |  |
| 1998–2002    | Tóth József   | független    |  |
| 2002–2006    | Bálizs István | független    |  |
| 2006–2010    | Bálizs István | független    |  |
| 2010–2014    | Schán Mária   | független    |  |
| 2014–2019    | Schán Mária   | független    |  |
| 2019–2024    | Schán Mária   | független    |  |
| 2024–        | Schán Mária   | független    |  |

## Népesség
A település népességének változása:
| Lakosok száma | 302  | 290  | 296  | 276  | 260  | 257  | 249  | 264  |
|               | 2013 | 2014 | 2015 | 2019 | 2021 | 2022 | 2023 | 2024 |

A 2011-es népszámlálás során a lakosok 94,7%-a magyarnak, 10,6% cigánynak mondta magát (4,3% nem nyilatkozott; a kettős identitások miatt a végösszeg nagyobb lehet 100%-nál). A vallási megoszlás a következő volt: római katolikus 61,5%, református 15,9%, felekezeten kívüli 9,6% (8,3% nem nyilatkozott).
2022-ben a lakosság 96,1%-a vallotta magát magyarnak, 40,9% cigánynak, 1,2% egyéb, nem hazai nemzetiségűnek (2,7% nem nyilatkozott; a kettős identitások miatt a végösszeg nagyobb lehet 100%-nál). Vallásuk szerint 59,1% volt római katolikus, 8,6% református, 1,9% egyéb keresztény, 1,6% egyéb katolikus, 17,1% felekezeten kívüli (11,7% nem válaszolt).

## Nevezetességei
- Római katolikus templom
- Református templom